# Nothrotheriidae
Los notrotéridos (Nothorotheriidae) son una de las familias extintas de perezosos de tierra que vivieron desde hace aproximadamente 11,6 millones de años hasta hace unos 11.000 años, existiendo durante unos 11,49 millones de años. Los notroterios fueron recientemente reclasificados desde la tribu Nothrotheriini o subfamilia Nothrotheriinae, que estaba dentro del los Megatheriidae, a su propia familia.
Los notroterios aparecieron en el Tortoniense, en algún punto hace unos 11,6 millones de años en Sudamérica. Este grupo incluye al Nothrotheriops que podía llegar a alcanzar una longitud de hasta 2,75 metros. Aunque los notroterios eran pequeños en comparación a algunos de sus parientes megaterios, sus garras constituían una defensa efectiva contra predadores, al igual que en el caso de los grandes osos hormigueros modernos.
Durante el Mioceno tardío y el Plioceno, el notroterio Thalassocnus, de la costa occidental de Sudamérica se adaptó para vivir en ecosistemas marinos poco profundos.
El notroterio más temprano en aparecer en Norteamérica fue el Nothrotheriops que apareció al inicio del Pleistoceno aproximadamente hace 2,6 millones de años. El Nothrotherium alcanzó  Nuevo León, México en el Pleistoceno tardío.
Los últimos perezosos de tierra que pertenecieron a los notroterios murieron tan recientemente que el subfósil de su estiércol seco permanece imperturbado en algunas cuevas como si hubiera sido depositado ahí recientemente. Uno de los esqueletos, encontrado en un tubo de lava en el Aden Crater adyacente al Kilburne Hole en Nuevo México, todavía preservaba piel y pelo y ahora se encuentra en el Museo Peabody de Arqueología y Etnología. El Museo Americano de Historia Natural de Nueva York cuenta con una muestra de estiércol con una nota en la que se puede leer "depositada por Theodor Roosevelt". Las más grandes muestras de excremento de Nothrotheriops se encuentran en las colecciones del Instituto Smithsoniano.

## Clasificación.
FAMILIA †Nothrotheriidae (Ameghino, 1920) C. Muizon et al., 2004
- Subfamilia Thalassocninae C. Muizon et al., 2004
  - Género Thalassocnus
- Subfamilia Nothrotheriinae (Ameghino, 1920) C. Muizon et al., 2004
  - Género Amphibradys
  - Género Chasicobradys
  - Género Huilabradys
  - Género Mcdonaldocnus
  - Género Mionothropus
  - Género Nothropus
  - Género Nothrotheriops
  - Género Nothrotherium
  - Género Pronothrotherium
  - Género Xyophorus

- Datos: Q16879160
- Multimedia: Nothrotheriidae / Q16879160
- Especies: Nothrotheriidae